# Dzogchen : L'essence du cœur de la Grande Perfection
Dzogchen : L'essence du cœur de la Grande Perfection (titre original : Dzogchen: The Heart Essence of the Great Perfection) est un livre écrit en 2001 sur la base d'une série de conférences donnée par le 14e dalaï-lama sur les enseignements Dzogchen du bouddhisme tibétain. Les conférences ont eu lieu entre 1982 et 1989 à Paris, Londres, Helsinki et San José.
Les interprètes étaient Thubten Jinpa et Richard Barron. L'éditeur du livre et l'auteur des introductions des conférences est Patrick Gaffney. L'auteur de la préface de l'ouvrage est Sogyal Rinpoché.

## Contenu du livre
Le livre  est constitué de quatre parties :
- 1re partie : La base, le chemin et le fruit (Paris, 1982)
- 2e partie : Frapper l'essence en trois stances (Londres, 1984)
- 3e partie : Le Dzogchen et l'enseignement du bouddha (Helsinki, 1988)
- 4e partie : Le Sommet de tous les yâna (San José, 1989)

En conclusion, le livre contient une conférence de Nyoshul Khenpo Jamyang Dorje « Le don de la paix » (1989, San José, Californie), et une conférence du 14e dalaï-lama « Compassion - le cœur de l'illumination » (1989, Santa Cruz, Californie).